# クリス・ケンプチンスキー
クリストファー・ジョン・ケンプチンスキー（Christopher John Kempczinski）は、アメリカ合衆国の経営者である。2019年よりマクドナルド本社の社長兼CEOを務める。

## 若年期
ケンプチンスキーはマサチューセッツ州ボストンで生まれ、オハイオ州シンシナティで育った。父リチャード・ケンプチンスキーはシンシナティ大学医療センターの教授・血管外科部長、母アン・マリー・ケンプチンスキー（旧姓キャンベル）は小学校の教師だった。
1987年にシンシナティ郊外のインディアンヒル高校を卒業した。1991年にデューク大学で学士号を取得した。

## キャリア
デューク大学卒業後、プロクター・アンド・ギャンブル(P&G)に入社し、石鹸部門で4年間、ブランド・マネジメントの業務に就いていた。1997年にハーバード・ビジネス・スクールでMBAを取得した後、ボストン・コンサルティング・グループに入社した。
2000年、ペプシコに入社して企業戦略・開発グループに配属され、2006年にペプシコーラ・ノースアメリカ・ビバレッジの非炭酸飲料・マーケティング担当ヴァイスプレジデントに就任した。その後、クラフトフーズに転職し、成長戦略担当エグゼクティブ・ヴァイスプレジデントやクラフト・インターナショナル社長を務めた。
2015年9月にクラフトフーズを退職し、同年末にマクドナルドに入社してグローバル戦略チームの一員となった。2016年10月にマクドナルド・アメリカの社長に昇進した。
2019年11月、本社社長兼CEOのスティーブ・イースターブルックが従業員と関係を持ち、会社の方針に違反したとして解雇され、ケンプチンスキーがその後任に就任した。CEO就任直後から、ケンプチンスキーは幹部をはじめとするスタッフとともに「よりプロフェッショナルな文化」(more professional culture)を作るために動き、特に人材に注力した。
2020年11月、ケンプチンスキーは、デジタル技術を活用した、ドライブスルー、宅配、ピックアップを中心とした販売へのアプローチを開始し、これを"Accelerating the Arches"（アーチを加速させる）と呼んだ。
2021年、シカゴのマクドナルドの店舗で起きた銃乱射事件で子供が死亡したことと、その数日前に13歳のメキシコ系アメリカ人の子供がシカゴ市警によって射殺された事件について、シカゴのロリ・ライトフット市長と交わしたメールの中で、ケンプチンスキーがそれぞれの子供の親を責める発言をしたことが明らかとなり、人種差別的だと非難を受けた。シカゴの市民団体と国際サービス従業員組合はケンプチンスキーに謝罪を要求し、ケンプチンスキーは市民とマクドナルドの従業員に対して謝罪した。
2022年ロシアのウクライナ侵攻を受けて、ケンプチンスキーは、ウクライナにおける全ての直営店の営業を無期限に停止するが、従業員への補償は継続して行うことを決定した。ロシア国内の店舗と従業員についても、当初は同様の措置をとったが、同年5月にロシアからの事業の完全撤退を決定した。これにより、ロシアの853店舗が閉鎖され、約6万2千人の従業員が解雇された。

## 私生活
ケンプチンスキーは結婚しており、2人の子供がいる。マラソンを趣味としており、2020年の時点で毎週50マイル（80キロメートル）以上を走っていた。